# Estela Restrepo
Estela Restrepo Zea fue una historiadora colombiana especializada en historia de la medicina y de las enfermedades; docente de la Universidad Nacional de Colombia, durante 35 años. Falleció en Bogotá el 1 de enero de 2019.

## Trayectoria
Doctora en Historia de América por la Universidad Complutense de Madrid y licenciada en Historia y filosofía por la Universidad de Antioquia. Se especializó en Paleografía y Diplomática en la Universidad de Andalucía (1985), Historia Natural en el Consejo Superior de Investigaciones Científicas de España (CSIC)(1985) y Archivística en la Universidad de Antioquia (1982).
Fue profesora de Historia en Universidad Nacional de Colombia –UN– desde 1975; hizo parte del núcleo fundador del Centro de Estudios Sociales (CES), donde dirigió varios grupos y seminarios de investigación. Su colaboración en la Colección de Sesquincentenario de la UN fue la última con dicha institución.
Muchos de sus años de investigación los ocupó en la historia de la medicina en Colombia, área en la que ingresó por influencia del médico Andrés Soriano Lleras. Reabrió el Museo de Historia de la Medicina en la Universidad Nacional en 1991, durante la decanatura de Augusto Corredor. Allí descubrió una de sus pasiones de investigación: las láminas litográficas anatómicas del cuerpo humano realizadas por Francesco Antommarchi, a partir de las cuales realizó múltiples estudios.

## Obras[8]
- La Universidad Nacional en el siglo XIX: Documentos para su historia, 2004
- Historia de la clínica en el Hospital San Juan de Dios, 2006
- Historia de la dietética en el Hospital San Juan de Dios, Bogotá 1790, 2006
- Recetas de Espíritu para Enfermos del Cuerpo, 2006
- Anatomía y Arte. A propósito del atlas anatómico de Francesco Antommarchi. 2009
- El Hospital San Juan de Dios 1635-1895: una historia de la enfermedad, pobreza y muerte en Bogotá, 2011

## Reconocimientos
2015 profesora Honoris Causa.